# 신호국로
신호국로(Sinhoguk-ro)는 경기도 양주시 장흥면 일영리 목암 교차로와 울대리 울대 교차로를 잇는 경기도의 도로이다. 전 구간 국도 제39호선에 속한다. 도로 건설 당시에는 장흥 ~ 송추 우회도로로 불렸다.

## 연혁
- 2016년 10월 27일 : 장흥 ~ 송추 우회도로(양주시 장흥면 일영리 ~ 울대리) 6.88km 구간을 자동차 전용도로로 지정[1]
- 2016년 12월 29일 : 장흥 ~ 송추 우회도로(양주시 장흥면 일영리 ~ 울대리) 8.25km 구간 신설 개통[2]
- 2017년 3월 9일 : 장흥 ~ 송추 우회도로 개통으로 인해 기존 양주시 장흥면 일영리 ~ 울대리 6.7km 구간 폐지[3]
- 2017년 6월 8일 : 도로명으로 신호국로를 부여

## 주요 경유지
경기도
- 양주시 장흥면

## 노선
전 구간 국도 제39호선에 속하므로 이에 대한 별도 표기는 생략한다.
- (■): 자동차 전용도로 구간

| 이름                  | 접속 노선                          | 소재지        | 소재지        | 비고                          |
| 호국로와 직결         | 호국로와 직결                      | 호국로와 직결 | 호국로와 직결 | 호국로와 직결                 |
| --------------------- | ---------------------------------- | ------------- | ------------- | ----------------------------- |
| 목암 교차로 (일영1교) | 호국로                             | 양주시        | 장흥면        | 상행 진입 불가 하행 진출 불가 |
| 일영2교 장흥1교       |                                    | 양주시        | 장흥면        |                               |
| 장흥터널              |                                    | 양주시        | 장흥면        | 연장 2,020m                   |
| 부곡 교차로 (부곡1교) | 국가지원지방도 제39호선 (가마골로) | 양주시        | 장흥면        |                               |
| 울대터널              |                                    | 양주시        | 장흥면        | 연장 430m                     |
| 울대3교               |                                    | 양주시        | 장흥면        |                               |
| 울대 교차로           | 호국로                             | 양주시        | 장흥면        | 상행 진출 불가 하행 진입 불가 |
| 호국로와 직결         |                                    |               |               |                               |